# Forêt relique de Niaouli
Pour les articles homonymes, voir Niaouli (homonymie).
La forêt relique de Niaouli est un ilôt forestier du Bénin protégé depuis 1997, situé au sud du pays, à environ 50 km au nord de Cotonou, sur le territoire de la commune d'Allada dans le département de l'Atlantique.
Cette forêt semi-décidue se trouve sur le territoire de la station de recherche agronomique de Niaouli, créée en 1904 dans l'ancienne colonie du Dahomey.

## Territoire
La forêt de Niaouli couvre d'environ 220 hectares, dont seuls 65,5 ha subsistent sous forme de forêt dense relativement préservée (« forêt relique »). Une partie de cette forêt (dite « forêt du bas fond ») compte 24,2 ha. Arrosée par un cours d'eau, l'Ava, elle est, en grande partie, inondée en permanence. L'autre partie s'étend sur 41,3 ha. Dite « forêt du plateau », elle est située sur un plateau entouré de savane.

## Flore

Végétation
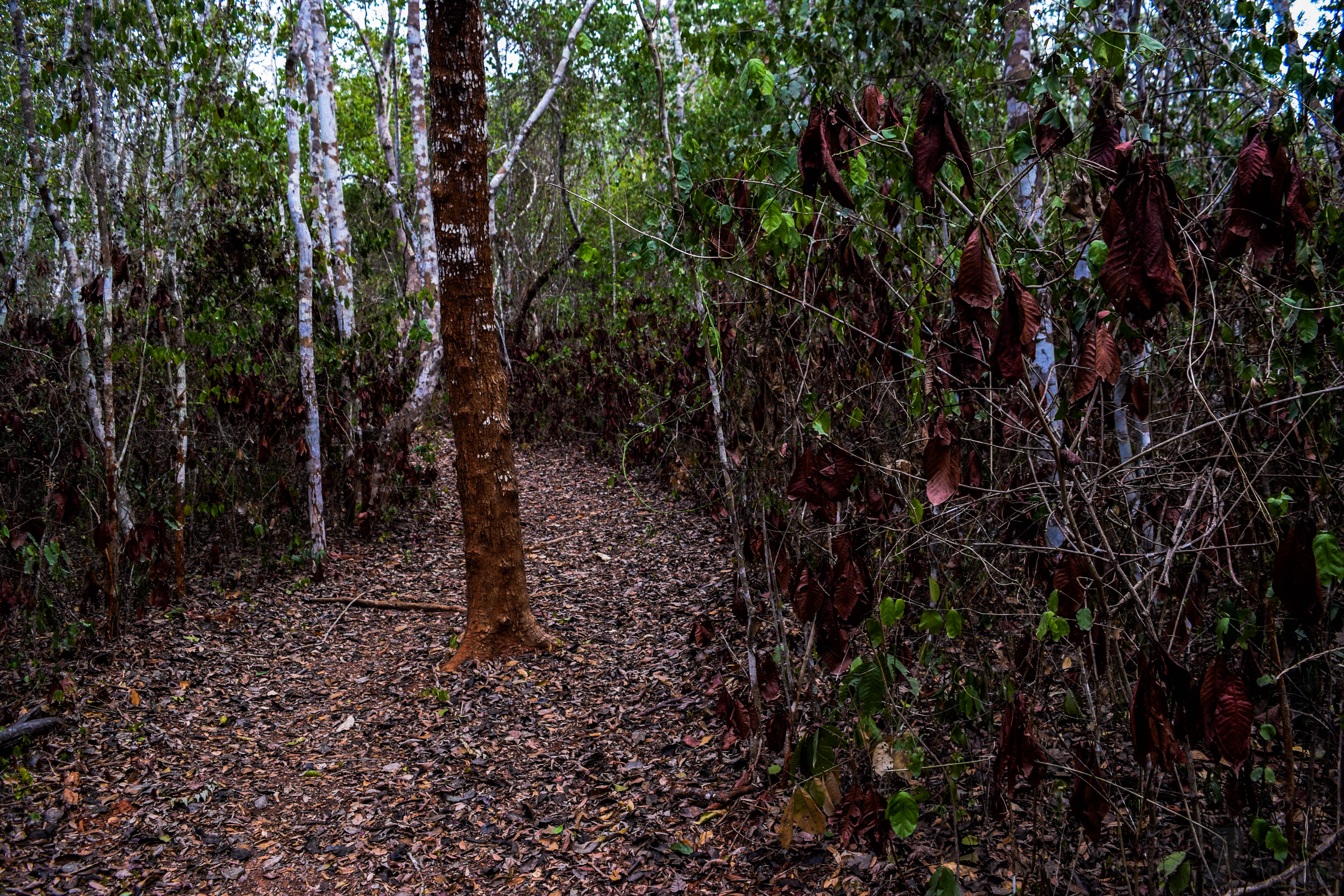
Une allée.
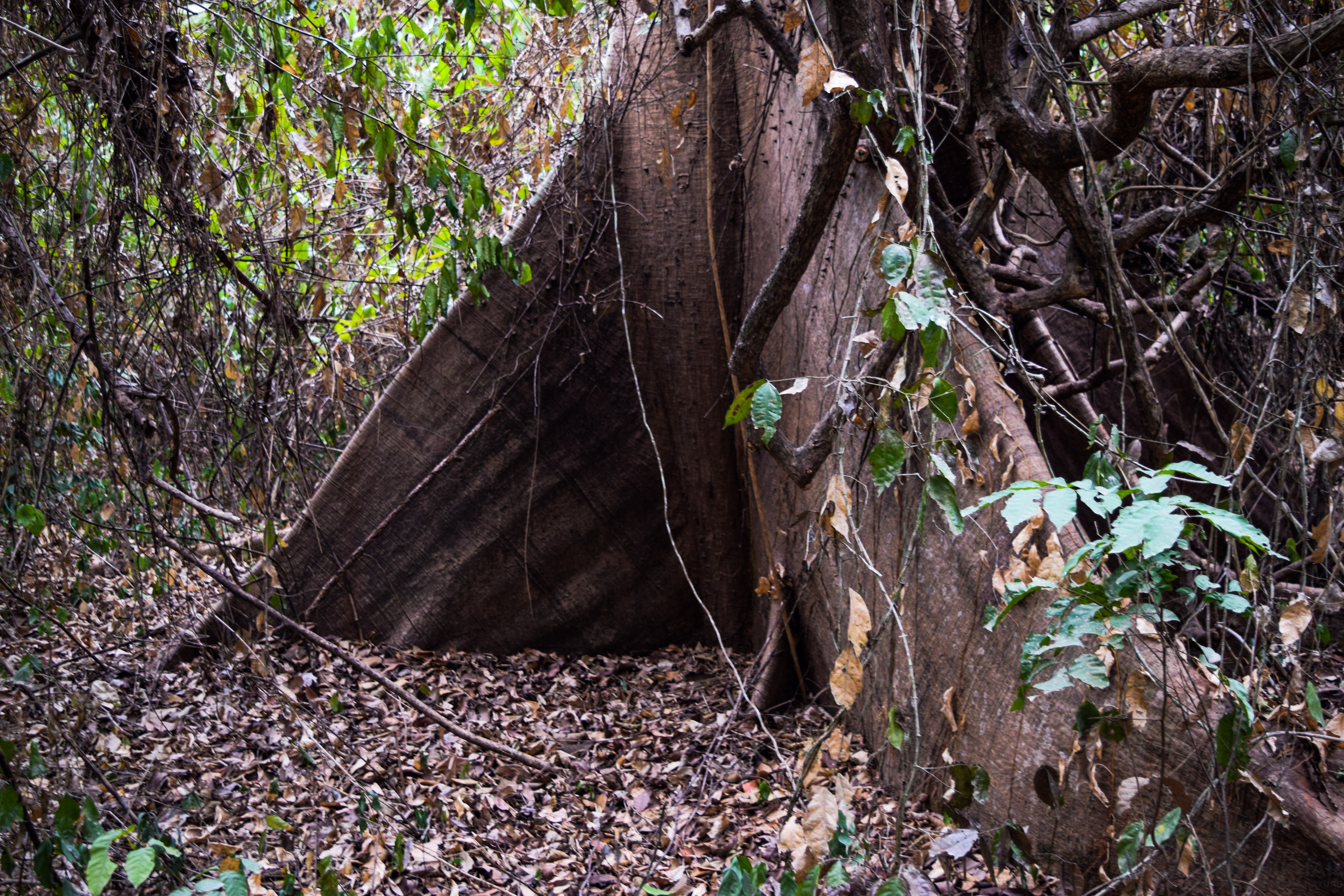
Contrefort d'un fromager (Ceiba pentandra).
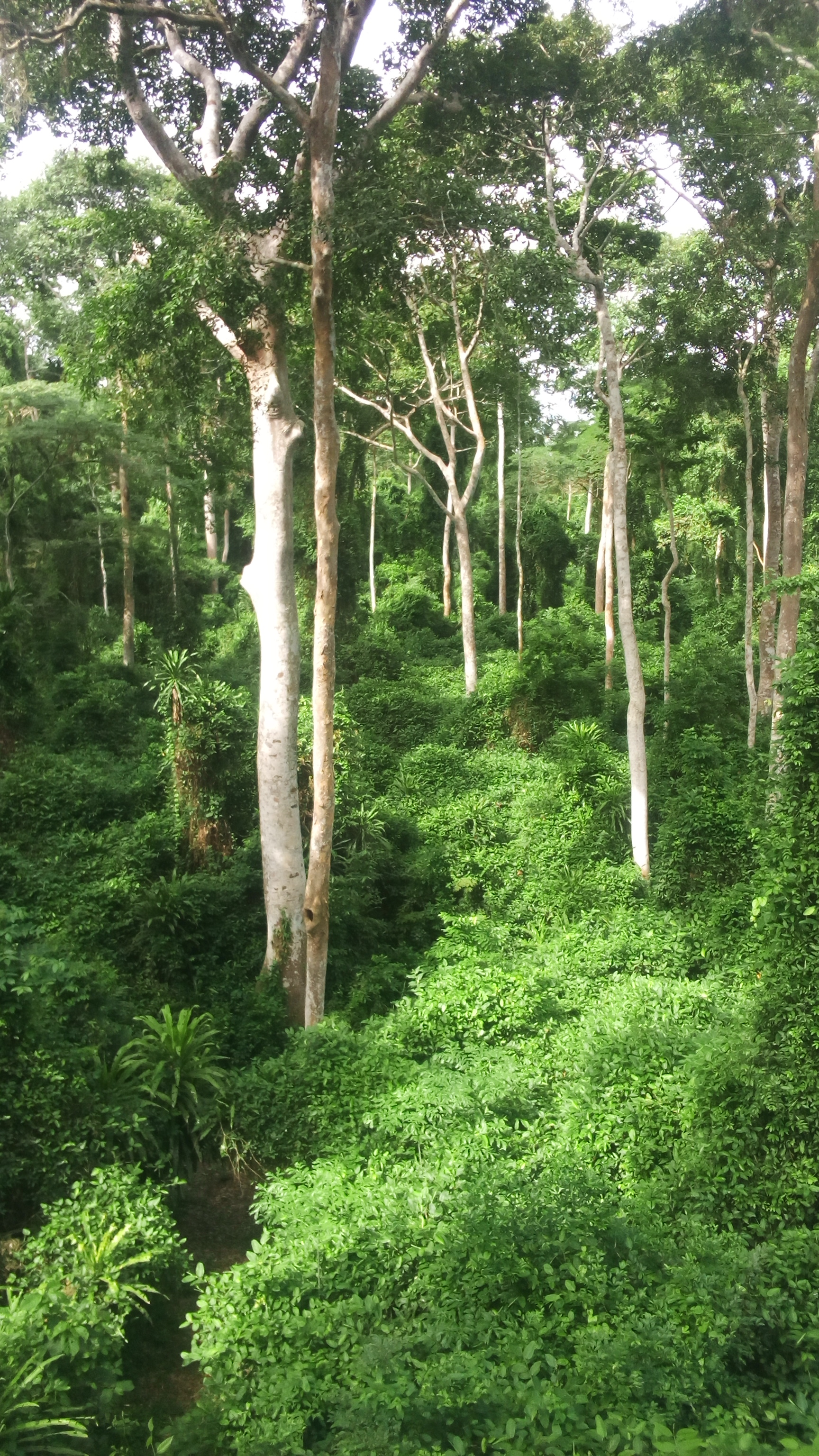
Antiaris toxicaria.
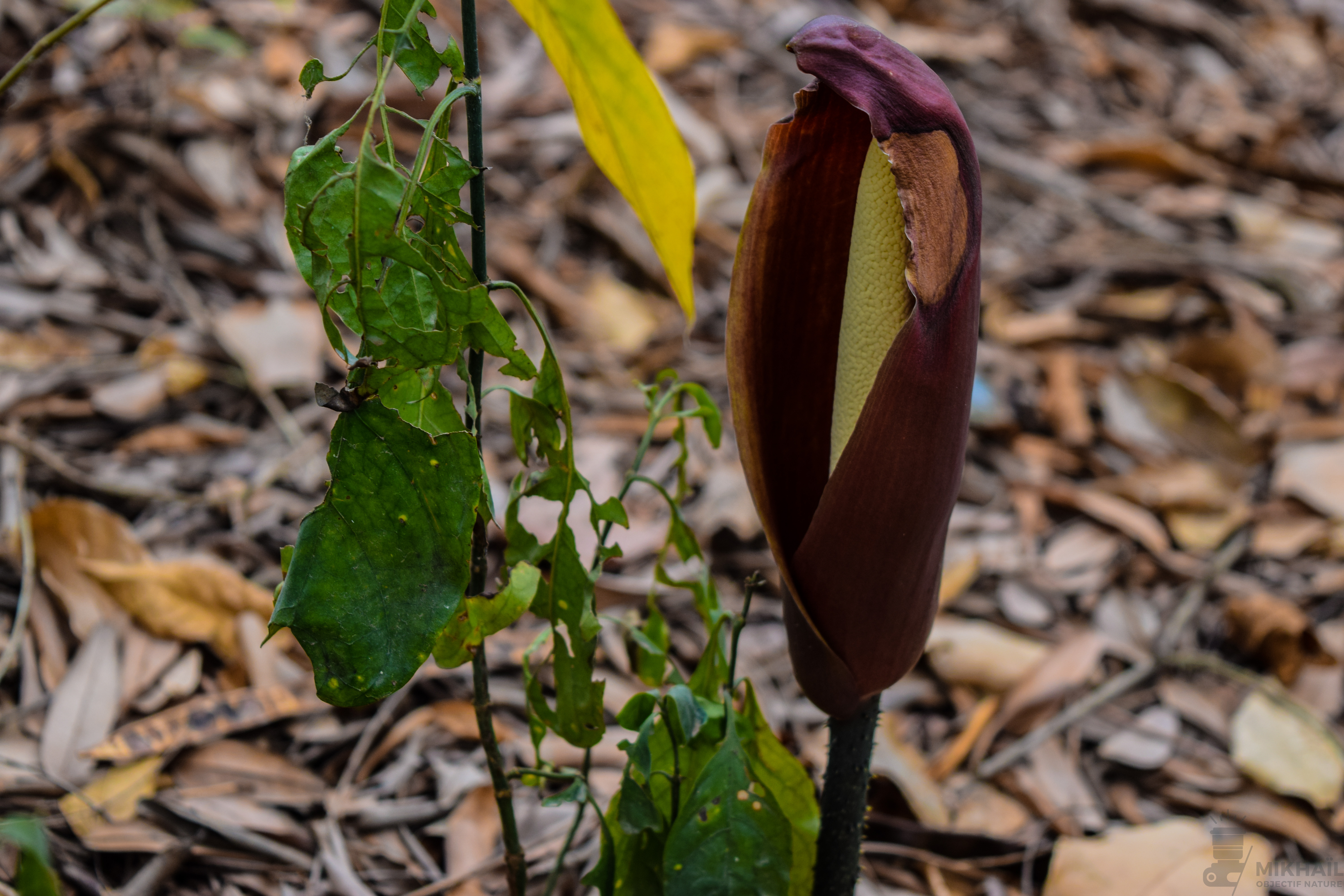
Inflorescence d'Araceae (Anchomanes difformis).

## Faune

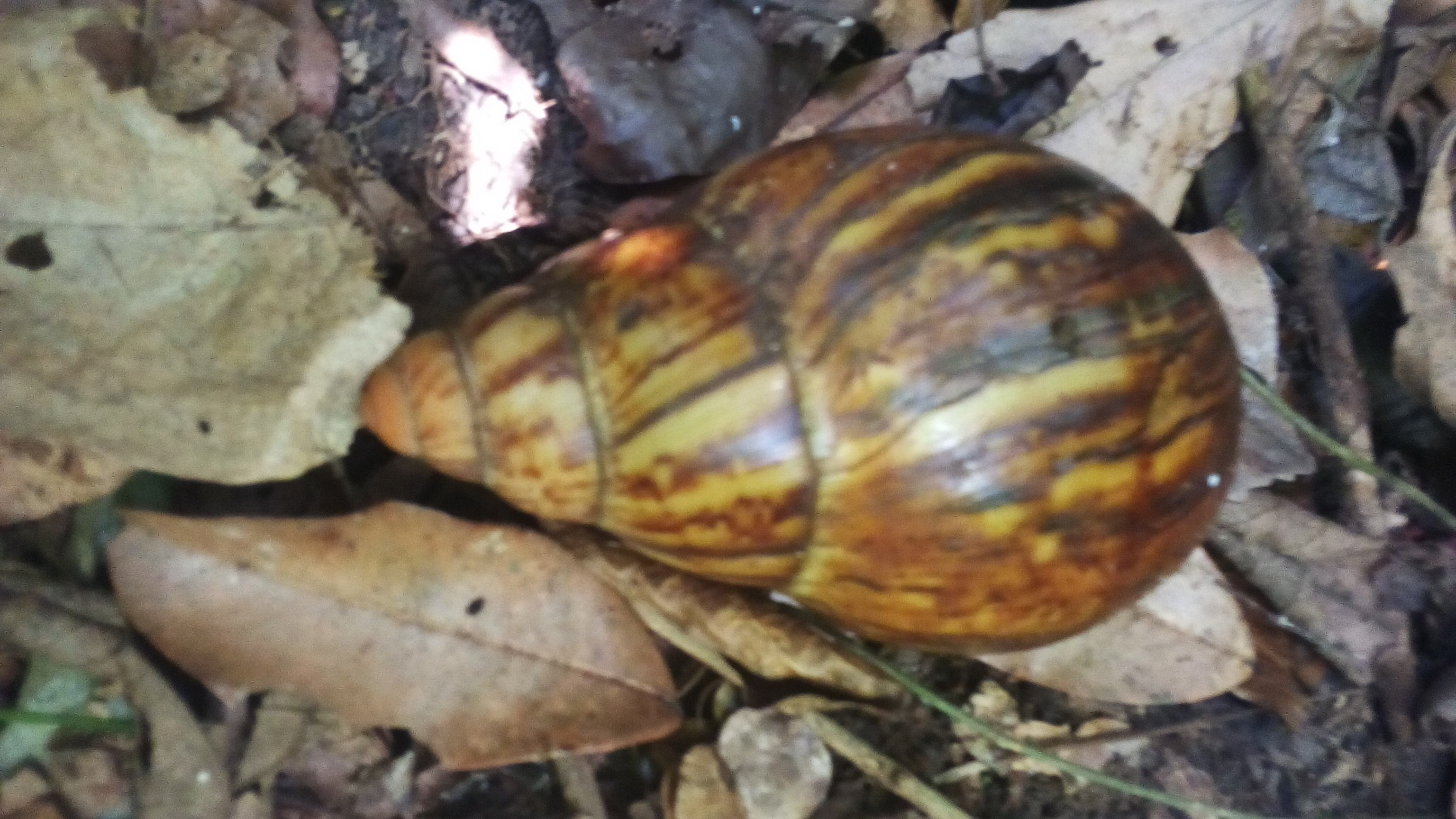
Escargot

### Chauves-souris
Lors d'investigations menées à Niaouli au début des années 2000, plusieurs espèces de chauves-souris (Chiroptera) ont été décrites : Eidolon helvum, Epomophorus gambianus, Epomops franqueti, Hipposideros cyclops, Hypsignathus monstrosus, Megaloglossus woermanni.

### Oiseaux
Une recherche ornithologique menée depuis 1997 a permis d'identifier 166 espèces d'oiseaux, dont 14 nouvelles pour le Bénin : l'Engoulevent à épaulettes noires (Caprimulgus nigriscapularis, le Martin-pêcheur à ventre blanc (Corythornis leucogaster), le Barbican chauve (Gymnobucco calvus), le Barbion grivelé (Pogoniulus scolopaceus), l'Indicateur pygmée (Prodotiscus insignis), l'Indicateur tacheté (Indicator maculatus), le Bulbul à queue blanche (Baeopogon indicator), la Camaroptère à sourcils (Camaroptera superciliaris), l'Erémomèle à tête brune (Eremomela badiceps), l'Hyliote à dos violet (Hyliota violacea), l'Akalat à ailes rousses (Illadopsis rufescens), la Mésangette rayée (Pholidornis rushiae), le Gonolek fuligineux (Laniarius leucorhynchus) et le Pyréneste ponceau (Pyrenestes ostrinus).

### Lépidoptères

Lépidoptères
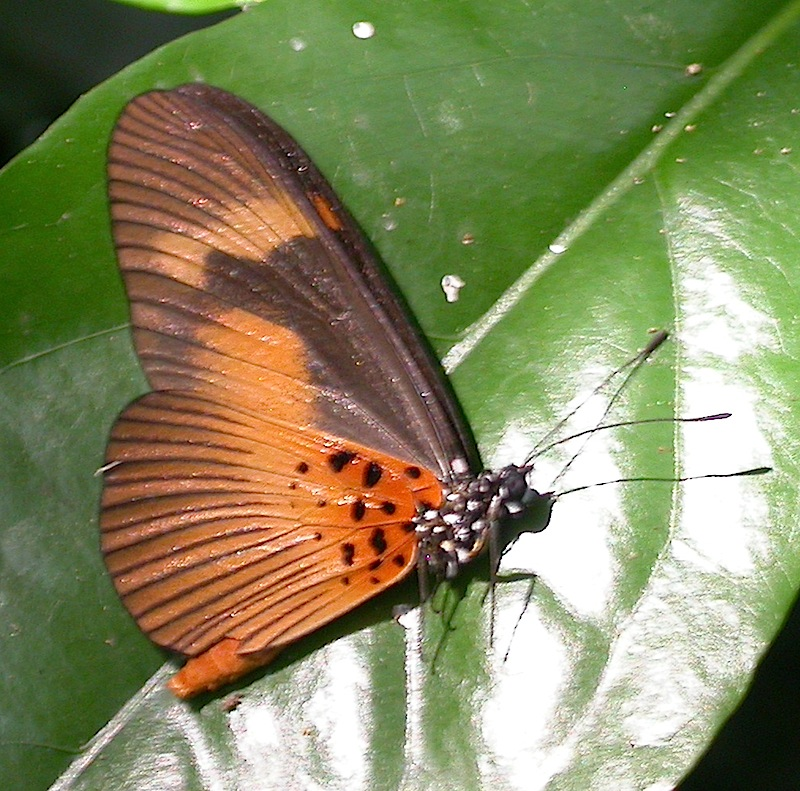
Acraea epaea.
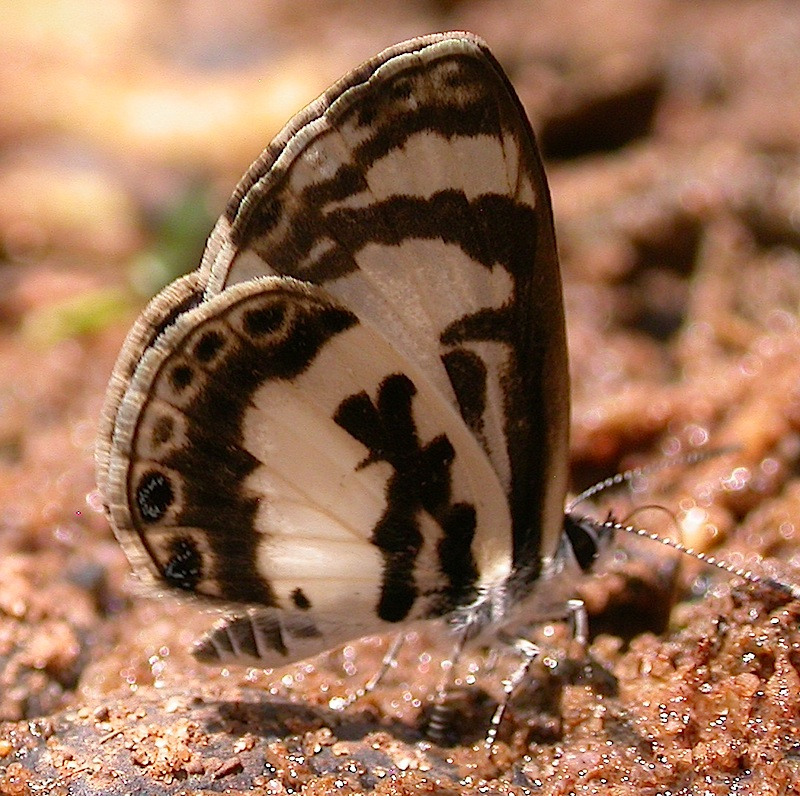
Azanus isis.
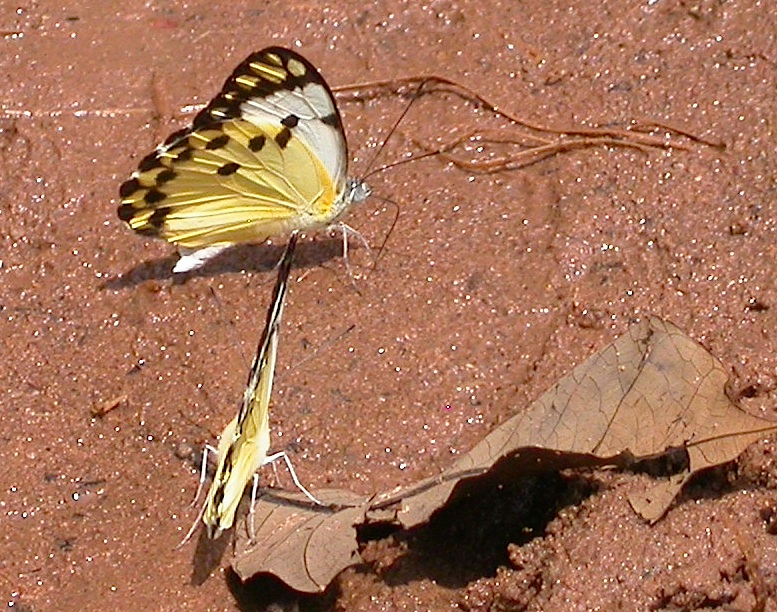
Belanois calypso.
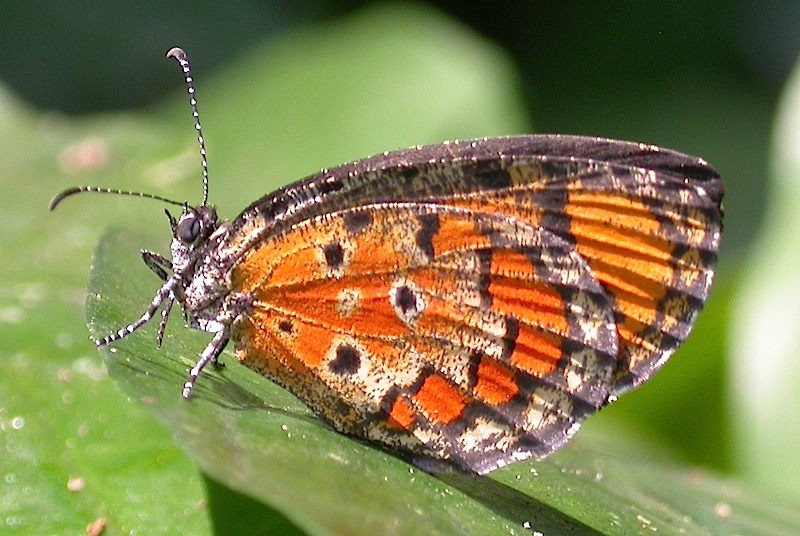
Mimeresia libentina.